# Puccinia urticata
Puccinia urticata är en svampart. Puccinia urticata ingår i släktet Puccinia och familjen Pucciniaceae.  Arten är reproducerande i Sverige.

## Underarter
Arten delas in i följande underarter:
- biporula
- urticae-acutae
- urticae-acutiformis
- urticae-flaccae
- urticae-hirtae
- urticae-paniceae
- urticae-ripariae
- urticae-vesicariae
- urticae-inflatae
- urticata

## Bildgalleri

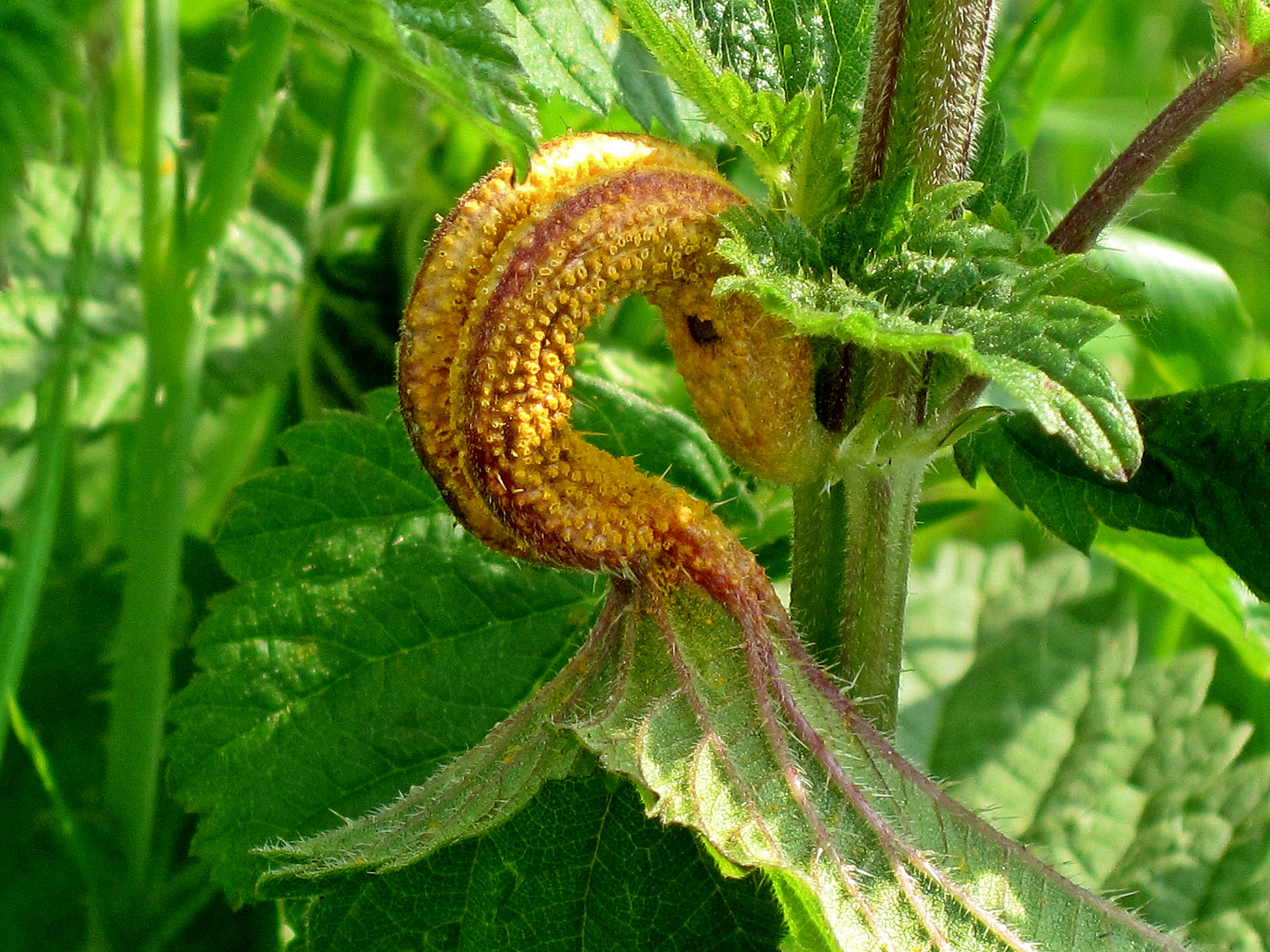